# روبر اورن (بازیکن کریکت)
روبر اورن (فرانسوی: Robert Horne‎) بازیکن کریکت اهل فرانسه بود. وی در بازی‌های المپیک تابستانی ۱۹۰۰ به مدال نقره دست پیدا کرده‌است.